# ОФК Шикара
Омладински фудбалски клуб "Шикара" је некадашњи фудбалски клуб из Шикаре, сомборског излетишта, који је престао да постоји у лето 2023. године под именом ПИК Сомбор.

## Историја
Клуб је примљен у чланство 22. септембра 1964. године заједно са још пет новооснованих фудбалских клубова из салашких насеља Сомборске општине: ФК „Застава” (Билић), ФК „Младост” (Ленија), ФК "ПИК" (Сомбор), ФК „Ненадић” (Ненадић) и ФК „Козара” (Козара). ФК Шикара се заједно са горе наведеним клубовима укључује у такмичење „Слашарске лиге”, осмом рангу фудбалског такмичења СФР Југославије. У дебитантском такмичењу тадашња екипа Шикаре освојиће прво место, са освојених 24 бода, седам више од најближег пратиоца ФК ПИК-а, и заједно са њим пласираће се у Међуопштинску лигу.
Од 1966. године до 1972. клуб из Шикаре носи име Задруга, а од 1972. ОФК Шикара.
У сезони 1989/90. су други на табели, иза Петефија из Телечке, и заједно са њим се по први пут пласира у већи ранг такмичења - Општинску лигу. Четири године касније, опет као другопласирани на табели, овај пут иза ОФК Оџака, добија карту за већи ниво - Подручна лига Сомбор. 
У лето 1996. клуб мења назив у ОФК Шикара AIR MAX и исте сезоне као првопласирани клуб пласира се у веома јаки четврти фудбалски ранг - Војвођанску лигу запад. Најбољи пласман клуба био је 5. место у Војвођаснкој лиги у сезони 1997/98. Након одигране сезоне 2001/02. Војвођаснке лиге север клуб из Шикаре одустао је од такмичења и од наредне сезоне укључио се у последњи фудбалски ранг под старим именом - ОФК Шикара.
У току сезоне 2006/07. клуб је иступио из такмичења Подручне лиге Сомбор. Након четири године паузе, у лето 2010. клуб се поново активирао "у бетону". На крају сезоне 2016/17. Подручне лиге Сомбор, ОФК Шикара је одустала од такмичења.
У лето 2019. године након освојеног последњег места у МОЛ Сомбор, екипа из Шикаре је одустала од такмичења. Две године касније, група ентузијаста, преименовала је клуб у ФК ПИК Сомбор и преместила га на стадион крај канала. Клуб је престао да постоји у лето 2023. године.

## Успеси
- Подручна лига Сомбор
Освајач: 1996/97.
- МОЛ Сомбор
Освајач: 2014/15.
- МОЛ Сомбор 2.
Освајач: 2017/18.
- Салашарска лига
Освајач: 1964/65.